# RSKラジオ
RSKラジオ（アールエスケーラジオ）は、RSK山陽放送のAMラジオ放送部門を指す。
RSK山陽放送の放送のうちテレビは岡山・香川両県を放送対象地域とする県域局であるが、ラジオの放送対象地域はかつてのテレビとは異なり、岡山県のみを放送対象地域とする県域局である。
RSK山陽放送の会社情報についてはRSK山陽放送を、テレビについてはRSKテレビをそれぞれ参照。

## 概要
ネットワークはJRN（TBSラジオ）とNRN（文化放送&ニッポン放送）のクロスネット。
岡山本局のコールサインはJOYR。全局1494kHzによる精密同一周波数・完全同期放送。後述の通り全国初の試みだった。現在では、山形放送、山梨放送、四国放送、西日本放送、南海放送、熊本放送、宮崎放送でも行われている。
1997年（平成9年）9月までは、JRNの単独加盟であった。また単一県域ラジオ局では数少ない地方民間放送共同制作協議会（火曜会）非加盟局である（JRN・NRNクロスネット局では単一県域ラジオ局唯一）。ただし、『全国歌謡ベストテン』など番組単位で個別に放送された事例はあった。
中国地方の民放AM局で唯一、全国紙のクレジットを付けたニュース番組を放送したことがない。
ラジオキャッチコピーは「スマホで!車で! トモダチらじお」（2023年（令和5年）4月 - 、現本社からの放送開始を機に制定）
主な受賞歴に『OKAAAM!～大都会オカヤマな夜』で2023年日本民間放送連盟賞ラジオエンターテインメント番組優秀賞を受賞した。

## 本社現社屋との関係
RSK山陽放送は、テレビ・ラジオのいわゆる『ラテ兼営』の放送局である。認定放送持株会社であるRSKホールディングスの傘下となった2019年（平成31年）4月1日以降においてもラテ兼営が堅持されている。
その一方で、テレビは本社・現社屋『RSKイノベイティブ・メディアセンター』へ2021年（令和3年）6月に完全移転した以降も、ラジオについてはラジオマスターの更新時期の関係で引き続き旧本社『丸の内オフィス』から放送を行う形となっていた（一部例外あり）。
このことから、ラテ兼営でありながらテレビとラジオの所在地が異なるという全国でも珍しい状況となっていたが、ラジオマスターの現社屋への移転に伴い2023年（令和5年）4月10日からは現社屋からの放送となり、この状況は解消された。

## 香川県との関係
前述の通り、RSKラジオはテレビと異なり、岡山県のみを放送対象地域とする県域局となっている。このため、（特に1997年10月にNRNに加盟、クロスネット化されて以降は）テレビで岡山県とともに放送対象地域となっている香川県について、ラジオにおいては必然的に他の放送局と連携する形を取っている。
クロスネット化前は、放送対象地域は岡山県のみながらも、NRN単独加盟だった西日本放送ラジオ（RNCラジオ）との棲み分けで、香川県関連のJRN向けの取材も、RSKが担当し続けていた。
平日昼放送の生ワイド番組『あもーれ!マッタリーノ』では、毎週月曜の 16:10 - 16:20 に『岡山～香川 海の向こうはどんなんかいな?』をRSKホールディングスの子会社であるエフエム高松（FM815）と共同制作している。
一方、土曜朝放送の生ワイド番組『国司と武田の土曜番長』では、瀬戸内国際芸術祭をはじめとする瀬戸内海の島々の情報を伝える情報番組『島島ラジオ』をRNCラジオとの共同制作で 11:10 - 11:30 に放送している。この他、中国・四国地方のAMラジオ8局が持ち回り制作するブロックネット番組『中四国ライブネット』で、RSKラジオ・RNCラジオとも年6本程度制作している。

## 周波数・出力
AM放送は全局、精密同一周波数・完全同期放送実施。

### 親局
| AM放送 | AM放送       | AM放送  | AM放送 | AM放送                               | AM放送                                                        |
| 親局   | コールサイン | 周波数  | 出力   | 所在地                               | 備考                                                          |
| ------ | ------------ | ------- | ------ | ------------------------------------ | ------------------------------------------------------------- |
| 岡山   | JOYR         | 1494kHz | 10kW   | 岡山市北区撫川 1576番2号 RSKバラ園内 | 1992年10月5日 - 2011年3月27日にAMステレオ放送を実施していた。 |

### 中継局
| AM放送                 | AM放送                    | AM放送  | AM放送       | AM放送                                   | AM放送 |
| 中継局                 | コールサイン              | 周波数  | 出力         | 所在地                                   | 備考 |
| ---------------------- | ------------------------- | ------- | ------------ | ---------------------------------------- | --- |
| 津山                   | JOYO（廃止）              | 1494kHz | 1kW          | 津山市林田                               | |
| 高梁                   |                           | 1494kHz | 1kW          | 高梁市松原町松原                         | 1992年10月5日に岡山局と同時にAMステレオ放送を開始し （親局との精密同一周波数によるAMステレオ放送は世界初だった）、 2011年3月21日に終了した。 |
| 落合                   |                           | 1494kHz | 1kW          | 真庭市杉山                               | |
| 備前                   |                           | 1494kHz | 1kW          | 和気郡和気町田土 字北山2900番1号         | |
| 新見                   | JOYE（廃止）              | 1494kHz | 1kW          | 新見市新見                               | |
| 笠岡                   | JO5A （実用化試験局時代） | 1494kHz | 100W         | 笠岡市神島外浦 字塚の丸山2729番地        | 1961年7月に全国初の親局完全同期・精密同一周波数のAMラジオ中継局 （1965年7月までは実用化試験局）として開局。 笠岡テレビ中継局と併設しているが、鉄塔はAMラジオ放送用 （ワイヤーで支えた円柱型）と、 デジタルテレビ放送用（自立鉄塔型）で分かれている。 |
| FM補完放送（ワイドFM） |                           |         |              |                                          | |
| 放送局名               | 周波数                    | 出力    | 実効輻射電力 | 所在地                                   | 備考 |
| RSK岡山FM              | 91.4MHz                   | 700W    | 2.5kW        | 岡山市南区郡 字甲の峰2515番地 （金甲山） | 金甲山テレビ送信所に併設。 2017年12月26日予備免許交付。 2018年3月21日本放送開始。 |

## ステレオ放送

### AMステレオ放送
岡山本局と高梁局では1992年10月5日からAMステレオ放送が実施されていた。開始当時は日本国内で11局目の実施であった。
RSK山陽放送のラジオにおけるAMステレオ放送の特徴は、在京局・在阪局などの同放送の様に全番組をステレオで放送するのではなく、一部の番組のみでステレオ放送を行うということであった。具体的には、ステレオで放送されるのは自社制作番組・JRN及びNRNからのテープネット番組と自社送り出しのCMで、JRN・NRNなどからのラインネット番組については原則としてモノラル放送となっていた（ラインネット回線がモノラルで配信されていたため）。
ただ、ステレオパイロット信号はステレオ・モノラルに関係なく放送中常に送信されていたので、AMステレオ対応ラジオのステレオインジゲータはモノラル放送でもステレオ放送状態であった（他の同放送実施局や民放FMラジオ・コミュニティ放送各局、2010年以降のNHK-FM放送も同じである）。
高梁局は2011年3月20日、岡山局は2011年3月27日をもって同放送が終了された。
AMステレオ放送廃止後、ステレオ放送を前提としているradikoやワイドFM放送への対応から、JRN・NRNの回線がステレオ化された2019年12月からラインネット番組のステレオ放送が拡充されている。

## radiko.jpにおけるサイマル配信
2014年12月1日より、インターネットIPサイマルラジオ「radiko.jp」および「radiko.jpプレミアム」に参加し、同日正午頃よりステレオ音声による同時配信が実施されている。通常配信の対象地域は岡山県であり、他地域においては有料会員サービス「radiko.jpプレミアム」に加入することによりエリアフリー聴取が可能である。

## FM補完放送（ワイドFM）
2018年3月21日に本放送を開始したFM補完中継局「RSK岡山FM」（周波数91.4MHz、出力700W）は、岡山市とその周辺地域における都市型難聴対策および地理的・地形的難聴対策を目的としたものであり、テレビ放送の親局である金甲山送信所に併設されている。これにより、中国地方5県全てのAM放送局でFM補完放送が開始されたことになる。

## 現在放送中の番組
月曜日 - 金曜日は5時起点の24時間放送、土曜日は5時 - 27時、日曜日は5時 - 24時15分の放送である。
2025年4月現在。詳細は、公式サイトのラジオ番組表を参照。
- 太字の番組名は自社制作番組。

### 平日
| 時 | 分 | 月曜日 | 火曜日 | 水曜日 | 木曜日 | 金曜日 |
| -- | -- | --- | --- | --- | --- | --- |
| 5  | 00 | 5:00 KAWADAレコード | 5:00 KAWADAレコード | 5:00 KAWADAレコード | 5:00 KAWADAレコード | 5:00 KAWADAレコード |
| 5  | 25 | 5:25 心のともしび | 5:25 心のともしび | 5:25 心のともしび | 5:25 心のともしび | 5:25 心のともしび |
| 5  | 30 | 5:30 Brand-New Morning（TBSラジオ） | 5:30 Brand-New Morning（TBSラジオ） | 5:30 Brand-New Morning（TBSラジオ） | 5:30 Brand-New Morning（TBSラジオ） | 5:30 Brand-New Morning（TBSラジオ） |
| 6  | 00 | 5:30 Brand-New Morning（TBSラジオ） | 5:30 Brand-New Morning（TBSラジオ） | 5:30 Brand-New Morning（TBSラジオ） | 5:30 Brand-New Morning（TBSラジオ） | 5:30 Brand-New Morning（TBSラジオ） |
| 6  | 30 | 6:30 おはようミュージック | 6:30 メディカルストリングス | 6:30 ドクターごとうの熱血訪問クリニック | 6:30 健康百年道場 | 6:30 今旬!インフォメーション |
| 6  | 40 | 6:40 今週の一曲 | 6:40 今週の一曲 | 6:40 今週の一曲 | 6:30 健康百年道場 | 6:30 今旬!インフォメーション |
| 6  | 45 | 6:45 健やかインフォメーション | 6:45 今旬!インフォメーション | 6:45 お悩みカイホウショッピング | 6:45 解決!知っ得プレミアム | 6:45 健康百年道場 |
| 7  | 00 | 7:00 天神ワイド 朝 ▽8:00 話題のアンテナ 日本全国8時です（TBSラジオ） ▽8:15 羽田美智子のいってらっしゃい（ニッポン放送） ▽8:20 トラフィック＆フライト ▽8:25 パックン・マックンのワールドで行こう! ▽8:34 今朝の一曲 ▽8:40 武田鉄矢・今朝の三枚おろし（文化放送） ▽10:00 県民のみなさんへ | 7:00 天神ワイド 朝 ▽8:00 話題のアンテナ 日本全国8時です（TBSラジオ） ▽8:15 羽田美智子のいってらっしゃい（ニッポン放送） ▽8:20 トラフィック＆フライト ▽8:25 パックン・マックンのワールドで行こう! ▽8:34 今朝の一曲 ▽8:40 武田鉄矢・今朝の三枚おろし（文化放送） ▽10:00 県民のみなさんへ | 7:00 天神ワイド 朝 ▽8:00 話題のアンテナ 日本全国8時です（TBSラジオ） ▽8:15 羽田美智子のいってらっしゃい（ニッポン放送） ▽8:20 トラフィック＆フライト ▽8:25 パックン・マックンのワールドで行こう! ▽8:34 今朝の一曲 ▽8:40 武田鉄矢・今朝の三枚おろし（文化放送） ▽10:00 県民のみなさんへ | 7:00 天神ワイド 朝 ▽8:00 話題のアンテナ 日本全国8時です（TBSラジオ） ▽8:15 羽田美智子のいってらっしゃい（ニッポン放送） ▽8:20 トラフィック＆フライト ▽8:25 パックン・マックンのワールドで行こう! ▽8:34 今朝の一曲 ▽8:40 武田鉄矢・今朝の三枚おろし（文化放送） ▽10:00 県民のみなさんへ | 7:00 天神ワイド 朝 ▽8:00 話題のアンテナ 日本全国8時です（TBSラジオ） ▽8:15 羽田美智子のいってらっしゃい（ニッポン放送） ▽8:20 トラフィック＆フライト ▽8:25 パックン・マックンのワールドで行こう! ▽8:34 今朝の一曲 ▽8:40 武田鉄矢・今朝の三枚おろし（文化放送） ▽10:00 県民のみなさんへ |
| 8  | 00 | 7:00 天神ワイド 朝 ▽8:00 話題のアンテナ 日本全国8時です（TBSラジオ） ▽8:15 羽田美智子のいってらっしゃい（ニッポン放送） ▽8:20 トラフィック＆フライト ▽8:25 パックン・マックンのワールドで行こう! ▽8:34 今朝の一曲 ▽8:40 武田鉄矢・今朝の三枚おろし（文化放送） ▽10:00 県民のみなさんへ | 7:00 天神ワイド 朝 ▽8:00 話題のアンテナ 日本全国8時です（TBSラジオ） ▽8:15 羽田美智子のいってらっしゃい（ニッポン放送） ▽8:20 トラフィック＆フライト ▽8:25 パックン・マックンのワールドで行こう! ▽8:34 今朝の一曲 ▽8:40 武田鉄矢・今朝の三枚おろし（文化放送） ▽10:00 県民のみなさんへ | 7:00 天神ワイド 朝 ▽8:00 話題のアンテナ 日本全国8時です（TBSラジオ） ▽8:15 羽田美智子のいってらっしゃい（ニッポン放送） ▽8:20 トラフィック＆フライト ▽8:25 パックン・マックンのワールドで行こう! ▽8:34 今朝の一曲 ▽8:40 武田鉄矢・今朝の三枚おろし（文化放送） ▽10:00 県民のみなさんへ | 7:00 天神ワイド 朝 ▽8:00 話題のアンテナ 日本全国8時です（TBSラジオ） ▽8:15 羽田美智子のいってらっしゃい（ニッポン放送） ▽8:20 トラフィック＆フライト ▽8:25 パックン・マックンのワールドで行こう! ▽8:34 今朝の一曲 ▽8:40 武田鉄矢・今朝の三枚おろし（文化放送） ▽10:00 県民のみなさんへ | 7:00 天神ワイド 朝 ▽8:00 話題のアンテナ 日本全国8時です（TBSラジオ） ▽8:15 羽田美智子のいってらっしゃい（ニッポン放送） ▽8:20 トラフィック＆フライト ▽8:25 パックン・マックンのワールドで行こう! ▽8:34 今朝の一曲 ▽8:40 武田鉄矢・今朝の三枚おろし（文化放送） ▽10:00 県民のみなさんへ |
| 9  | 00 | 7:00 天神ワイド 朝 ▽8:00 話題のアンテナ 日本全国8時です（TBSラジオ） ▽8:15 羽田美智子のいってらっしゃい（ニッポン放送） ▽8:20 トラフィック＆フライト ▽8:25 パックン・マックンのワールドで行こう! ▽8:34 今朝の一曲 ▽8:40 武田鉄矢・今朝の三枚おろし（文化放送） ▽10:00 県民のみなさんへ | 7:00 天神ワイド 朝 ▽8:00 話題のアンテナ 日本全国8時です（TBSラジオ） ▽8:15 羽田美智子のいってらっしゃい（ニッポン放送） ▽8:20 トラフィック＆フライト ▽8:25 パックン・マックンのワールドで行こう! ▽8:34 今朝の一曲 ▽8:40 武田鉄矢・今朝の三枚おろし（文化放送） ▽10:00 県民のみなさんへ | 7:00 天神ワイド 朝 ▽8:00 話題のアンテナ 日本全国8時です（TBSラジオ） ▽8:15 羽田美智子のいってらっしゃい（ニッポン放送） ▽8:20 トラフィック＆フライト ▽8:25 パックン・マックンのワールドで行こう! ▽8:34 今朝の一曲 ▽8:40 武田鉄矢・今朝の三枚おろし（文化放送） ▽10:00 県民のみなさんへ | 7:00 天神ワイド 朝 ▽8:00 話題のアンテナ 日本全国8時です（TBSラジオ） ▽8:15 羽田美智子のいってらっしゃい（ニッポン放送） ▽8:20 トラフィック＆フライト ▽8:25 パックン・マックンのワールドで行こう! ▽8:34 今朝の一曲 ▽8:40 武田鉄矢・今朝の三枚おろし（文化放送） ▽10:00 県民のみなさんへ | 7:00 天神ワイド 朝 ▽8:00 話題のアンテナ 日本全国8時です（TBSラジオ） ▽8:15 羽田美智子のいってらっしゃい（ニッポン放送） ▽8:20 トラフィック＆フライト ▽8:25 パックン・マックンのワールドで行こう! ▽8:34 今朝の一曲 ▽8:40 武田鉄矢・今朝の三枚おろし（文化放送） ▽10:00 県民のみなさんへ |
| 10 | 00 | 7:00 天神ワイド 朝 ▽8:00 話題のアンテナ 日本全国8時です（TBSラジオ） ▽8:15 羽田美智子のいってらっしゃい（ニッポン放送） ▽8:20 トラフィック＆フライト ▽8:25 パックン・マックンのワールドで行こう! ▽8:34 今朝の一曲 ▽8:40 武田鉄矢・今朝の三枚おろし（文化放送） ▽10:00 県民のみなさんへ | 7:00 天神ワイド 朝 ▽8:00 話題のアンテナ 日本全国8時です（TBSラジオ） ▽8:15 羽田美智子のいってらっしゃい（ニッポン放送） ▽8:20 トラフィック＆フライト ▽8:25 パックン・マックンのワールドで行こう! ▽8:34 今朝の一曲 ▽8:40 武田鉄矢・今朝の三枚おろし（文化放送） ▽10:00 県民のみなさんへ | 7:00 天神ワイド 朝 ▽8:00 話題のアンテナ 日本全国8時です（TBSラジオ） ▽8:15 羽田美智子のいってらっしゃい（ニッポン放送） ▽8:20 トラフィック＆フライト ▽8:25 パックン・マックンのワールドで行こう! ▽8:34 今朝の一曲 ▽8:40 武田鉄矢・今朝の三枚おろし（文化放送） ▽10:00 県民のみなさんへ | 7:00 天神ワイド 朝 ▽8:00 話題のアンテナ 日本全国8時です（TBSラジオ） ▽8:15 羽田美智子のいってらっしゃい（ニッポン放送） ▽8:20 トラフィック＆フライト ▽8:25 パックン・マックンのワールドで行こう! ▽8:34 今朝の一曲 ▽8:40 武田鉄矢・今朝の三枚おろし（文化放送） ▽10:00 県民のみなさんへ | 7:00 天神ワイド 朝 ▽8:00 話題のアンテナ 日本全国8時です（TBSラジオ） ▽8:15 羽田美智子のいってらっしゃい（ニッポン放送） ▽8:20 トラフィック＆フライト ▽8:25 パックン・マックンのワールドで行こう! ▽8:34 今朝の一曲 ▽8:40 武田鉄矢・今朝の三枚おろし（文化放送） ▽10:00 県民のみなさんへ |
| 11 | 00 | 11:00 RSKラジオニュース | 11:00 RSKラジオニュース | 11:00 RSKラジオニュース | 11:00 RSKラジオニュース | 11:00 RSKラジオニュース |
| 11 | 05 | 11:05 永瀬清子の世界 | 11:05 永瀬清子の世界 | 11:05 永瀬清子の世界 | 11:05 永瀬清子の世界 | 11:05 永瀬清子の世界 |
| 11 | 10 | 11:10 河村通夫の大自然まるかじりライフ（マール） | 11:10 河村通夫の大自然まるかじりライフ（マール） | 11:10 河村通夫の大自然まるかじりライフ（マール） | 11:10 河村通夫の大自然まるかじりライフ（マール） | 11:10 河村通夫の大自然まるかじりライフ（マール） |
| 11 | 20 | 11:20 今週の一曲 | 11:20 今週の一曲 | 11:20 今週の一曲 | 11:20 今週の一曲 | 11:20 今週の一曲 |
| 11 | 25 | 11:25 時東ぁみの危機耳ラジオ～その時のために～ | 11:25 時東ぁみの危機耳ラジオ～その時のために～ | 11:25 時東ぁみの危機耳ラジオ～その時のために～ | 11:25 時東ぁみの危機耳ラジオ～その時のために～ | 11:25 時東ぁみの危機耳ラジオ～その時のために～ |
| 11 | 35 | 11:35 LUNCHリクエスト（NRN系企画ネット番組） | 11:35 LUNCHリクエスト（NRN系企画ネット番組） | 11:35 LUNCHリクエスト（NRN系企画ネット番組） | 11:35 LUNCHリクエスト（NRN系企画ネット番組） | 11:35 LUNCHリクエスト（NRN系企画ネット番組） |
| 11 | 40 | 11:40 身近なことからSDGs | 11:40 身近なことからSDGs | 11:40 身近なことからSDGs | 11:40 身近なことからSDGs | 11:40 身近なことからSDGs |
| 11 | 45 | 11:45 わくわくお届け便 | 11:45 今旬!インフォメーション | 11:45 今旬!インフォメーション | 11:45 まいどあり〜。 | 11:45 健康とっておき |
| 12 | 00 | 12:00 RSKラジオニュース | 12:00 RSKラジオニュース | 12:00 RSKラジオニュース | 12:00 RSKラジオニュース | 12:00 RSKラジオニュース |
| 12 | 10 | 12:10 あもーれ!マッタリーノ ▽14:20 金：朗読のヒロバ（TBSラジオ） | 12:10 あもーれ!マッタリーノ ▽14:20 金：朗読のヒロバ（TBSラジオ） | 12:10 あもーれ!マッタリーノ ▽14:20 金：朗読のヒロバ（TBSラジオ） | 12:10 あもーれ!マッタリーノ ▽14:20 金：朗読のヒロバ（TBSラジオ） | 12:10 あもーれ!マッタリーノ ▽14:20 金：朗読のヒロバ（TBSラジオ） |
| 13 | 00 | 12:10 あもーれ!マッタリーノ ▽14:20 金：朗読のヒロバ（TBSラジオ） | 12:10 あもーれ!マッタリーノ ▽14:20 金：朗読のヒロバ（TBSラジオ） | 12:10 あもーれ!マッタリーノ ▽14:20 金：朗読のヒロバ（TBSラジオ） | 12:10 あもーれ!マッタリーノ ▽14:20 金：朗読のヒロバ（TBSラジオ） | 12:10 あもーれ!マッタリーノ ▽14:20 金：朗読のヒロバ（TBSラジオ） |
| 14 | 00 | 12:10 あもーれ!マッタリーノ ▽14:20 金：朗読のヒロバ（TBSラジオ） | 12:10 あもーれ!マッタリーノ ▽14:20 金：朗読のヒロバ（TBSラジオ） | 12:10 あもーれ!マッタリーノ ▽14:20 金：朗読のヒロバ（TBSラジオ） | 12:10 あもーれ!マッタリーノ ▽14:20 金：朗読のヒロバ（TBSラジオ） | 12:10 あもーれ!マッタリーノ ▽14:20 金：朗読のヒロバ（TBSラジオ） |
| 15 | 00 | 12:10 あもーれ!マッタリーノ ▽14:20 金：朗読のヒロバ（TBSラジオ） | 12:10 あもーれ!マッタリーノ ▽14:20 金：朗読のヒロバ（TBSラジオ） | 12:10 あもーれ!マッタリーノ ▽14:20 金：朗読のヒロバ（TBSラジオ） | 12:10 あもーれ!マッタリーノ ▽14:20 金：朗読のヒロバ（TBSラジオ） | 12:10 あもーれ!マッタリーノ ▽14:20 金：朗読のヒロバ（TBSラジオ） |
| 16 | 00 | 12:10 あもーれ!マッタリーノ ▽14:20 金：朗読のヒロバ（TBSラジオ） | 12:10 あもーれ!マッタリーノ ▽14:20 金：朗読のヒロバ（TBSラジオ） | 12:10 あもーれ!マッタリーノ ▽14:20 金：朗読のヒロバ（TBSラジオ） | 12:10 あもーれ!マッタリーノ ▽14:20 金：朗読のヒロバ（TBSラジオ） | 12:10 あもーれ!マッタリーノ ▽14:20 金：朗読のヒロバ（TBSラジオ） |
| 16 | 25 | 16:25 うまいもの見っけ | 16:25 うまいもの見っけ | 16:25 うまいもの見っけ | 16:25 うまいもの見っけ | 16:25 週刊 なるほど!ニッポン（ニッポン放送） |
| 16 | 35 | 16:35 納得健康15分 | 16:35 元気スイッチ | 16:35 納得健康15分 | 16:35 ピックアップラジオショッピング | 16:35 今週の一曲 |
| 16 | 40 | 16:35 納得健康15分 | 16:35 元気スイッチ | 16:35 納得健康15分 | 16:35 ピックアップラジオショッピング | 16:40 みんなで守ろう黄色い道 〜岡山発 マモちゃんラジオ |
| 16 | 50 | 16:50 あなたにハッピー・メロディ（ニッポン放送） | 16:50 あなたにハッピー・メロディ（ニッポン放送） | 16:50 あなたにハッピー・メロディ（ニッポン放送） | 16:50 あなたにハッピー・メロディ（ニッポン放送） | 16:50 あなたにハッピー・メロディ（ニッポン放送） |
| 17 | 00 | 17:00 ニュース・パレード（文化放送） | 17:00 ニュース・パレード（文化放送） | 17:00 ニュース・パレード（文化放送） | 17:00 ニュース・パレード（文化放送） | 17:00 ニュース・パレード（文化放送） |
| 17 | 15 | 17:15 夏井いつきの一句一遊（南海放送） | 17:15 夏井いつきの一句一遊（南海放送） | 17:15 夏井いつきの一句一遊（南海放送） | 17:15 夏井いつきの一句一遊（南海放送） | 17:15 夏井いつきの一句一遊（南海放送） |
| 17 | 25 | 17:25 今週の一曲 | 17:25 今週の一曲 | 17:25 今週の一曲 | 17:25 今週の一曲 | 17:25 今週の一曲 |
| 17 | 30 | 17:30 ネットワークトゥデイ（TBSラジオ） | 17:30 ネットワークトゥデイ（TBSラジオ） | 17:30 ネットワークトゥデイ（TBSラジオ） | 17:30 ネットワークトゥデイ（TBSラジオ） | 17:30 ネットワークトゥデイ（TBSラジオ） |
| 17 | 45 | 17:45 おかやまニュースタイム | 17:45 おかやまニュースタイム | 17:45 おかやまニュースタイム | 17:45 おかやまニュースタイム | 17:45 おかやまニュースタイム |
| 18 | 00 | 17:45 おかやまニュースタイム | 17:45 おかやまニュースタイム | 17:45 おかやまニュースタイム | 17:45 おかやまニュースタイム | 17:45 おかやまニュースタイム |
| 18 | 15 | 18:15 今晩は 吉永小百合です | 18:15 永瀬清子の世界 | 18:15 永瀬清子の世界 | 18:15 永瀬清子の世界 | 18:15 永瀬清子の世界 |
| 18 | 20 | 18:15 今晩は 吉永小百合です | 18:20 ダイアンのTOKYO STYLE（TBSラジオ） | 18:20 ものまね SHOW TIME | 18:20 健康生活インフォメーション | 18:20 RSKエキサイトナイター |
| 18 | 35 | 18:15 今晩は 吉永小百合です | 18:20 ダイアンのTOKYO STYLE（TBSラジオ） | 18:20 ものまね SHOW TIME | 18:35 あばれる君のイグニッションラジオタイム | 18:20 RSKエキサイトナイター |
| 18 | 45 | 18:45 三山ひろしの演歌の夜明け | 18:20 ダイアンのTOKYO STYLE（TBSラジオ） | 18:45 はるにゃんのふかふかおふとん | 18:35 あばれる君のイグニッションラジオタイム | 18:20 RSKエキサイトナイター |
| 18 | 50 | 18:45 三山ひろしの演歌の夜明け | 18:50 アナログタロウ 痛快!アナログヒッパレ～ | 18:45 はるにゃんのふかふかおふとん | 18:35 あばれる君のイグニッションラジオタイム | 18:20 RSKエキサイトナイター |
| 19 | 00 | 19:00 せとうち企業セレクション2025（再放送） | 19:00 荻上チキ・Session（TBSラジオ） | 19:00 OKYAAAMA!〜大都会オカヤマな夜〜 | 19:00 キューン!MUSIC | 18:20 RSKエキサイトナイター |
| 19 | 30 | 19:30 中村恵美のリアルおかやまRadio★Z | 19:00 荻上チキ・Session（TBSラジオ） | 19:00 OKYAAAMA!〜大都会オカヤマな夜〜 | 19:00 キューン!MUSIC | 18:20 RSKエキサイトナイター |
| 20 | 00 | 20:00 演歌春秋 | 20:00 アルコ&ピース D.C.GARAGE（TBSラジオ） | 19:00 OKYAAAMA!〜大都会オカヤマな夜〜 | 19:00 キューン!MUSIC | 18:20 RSKエキサイトナイター |
| 21 | 00 | 20:00 演歌春秋 | 21:00 空気階段の踊り場（TBSラジオ） | 21:00 オキシジェンのラジオスープレックス（山陰放送） | 21:00 スタンド・バイ・見取り図（TBSラジオ） | 18:20 RSKエキサイトナイター |
| 21 | 30 | 20:00 演歌春秋 | 21:00 空気階段の踊り場（TBSラジオ） | 21:30 銀シャリのおむすびラジオ | 21:00 スタンド・バイ・見取り図（TBSラジオ） | 18:20 RSKエキサイトナイター |
| 22 | 00 | 22:00 オールナイトニッポン MUSIC10（ニッポン放送） | 22:00 オールナイトニッポン MUSIC10（ニッポン放送） | 22:00 オールナイトニッポン MUSIC10（ニッポン放送） | 22:00 オールナイトニッポン MUSIC10（ニッポン放送） | 22:00 オールナイトニッポンGOLD（ニッポン放送） |
| 23 | 00 | 22:00 オールナイトニッポン MUSIC10（ニッポン放送） | 22:00 オールナイトニッポン MUSIC10（ニッポン放送） | 22:00 オールナイトニッポン MUSIC10（ニッポン放送） | 22:00 オールナイトニッポン MUSIC10（ニッポン放送） | 22:00 オールナイトニッポンGOLD（ニッポン放送） |
| 0  | 00 | 0:00 レコメン!（文化放送） | 0:00 レコメン!（文化放送） | 0:00 レコメン!（文化放送） | 0:00 レコメン!（文化放送） | 0:00 嵐・相葉雅紀のレコメン!アラシリミックス（文化放送） |
| 0  | 30 | 0:00 レコメン!（文化放送） | 0:00 レコメン!（文化放送） | 0:00 レコメン!（文化放送） | 0:00 レコメン!（文化放送） | 0:30 Sky presents 藤原竜也のラジオ（ABCラジオ） |
| 1  | 00 | 1:00 山田裕貴のオールナイトニッポン（ニッポン放送） | 1:00 星野源のオールナイトニッポン（ニッポン放送） | 1:00 乃木坂46のオールナイトニッポン（ニッポン放送） | 1:00 ナインティナインのオールナイトニッポン（ニッポン放送） | 1:00 霜降り明星のオールナイトニッポン（ニッポン放送） |
| 2  | 00 | 1:00 山田裕貴のオールナイトニッポン（ニッポン放送） | 1:00 星野源のオールナイトニッポン（ニッポン放送） | 1:00 乃木坂46のオールナイトニッポン（ニッポン放送） | 1:00 ナインティナインのオールナイトニッポン（ニッポン放送） | 1:00 霜降り明星のオールナイトニッポン（ニッポン放送） |
| 3  | 00 | 3:00 キタニタツヤのオールナイトニッポン0(ZERO) （ニッポン放送） | 3:00 あののオールナイトニッポン0(ZERO) （ニッポン放送） | 3:00 佐久間宣行のオールナイトニッポン0(ZERO) （ニッポン放送） | 3:00 マヂカルラブリーのオールナイトニッポン0(ZERO) （ニッポン放送） | 3:00 三四郎のオールナイトニッポン0(ZERO) （ニッポン放送） |
| 4  | 00 | 3:00 キタニタツヤのオールナイトニッポン0(ZERO) （ニッポン放送） | 3:00 あののオールナイトニッポン0(ZERO) （ニッポン放送） | 3:00 佐久間宣行のオールナイトニッポン0(ZERO) （ニッポン放送） | 3:00 マヂカルラブリーのオールナイトニッポン0(ZERO) （ニッポン放送） | 3:00 三四郎のオールナイトニッポン0(ZERO) （ニッポン放送） |
| 4  | 30 | 4:30 上柳昌彦 あさぼらけ （ニッポン放送） | 4:30 上柳昌彦 あさぼらけ （ニッポン放送） | 4:30 上柳昌彦 あさぼらけ （ニッポン放送） | 4:30 上柳昌彦 あさぼらけ （ニッポン放送） | 3:00 三四郎のオールナイトニッポン0(ZERO) （ニッポン放送） |

### 週末
| 時 | 分 | 土曜日 | 日曜日 |
| -- | -- | --- | --- |
| 5  | 00 | 5:00 KAWADAレコード | 5:00 めざまし歌謡曲                                                                                           |
| 5  | 10 | 5:00 KAWADAレコード | 5:10 はやしべさとし 〜叙情歌を道連れに〜                                                                      |
| 5  | 25 | 5:25 心のともしび | 5:25 市橋有里の"RUN食健美"～ヘルシーRunning～（四国放送)                                                      |
| 5  | 30 | 5:30 お悩みカイホウショッピング                                                                                                 | 5:25 市橋有里の"RUN食健美"～ヘルシーRunning～（四国放送)                                                      |
| 5  | 45 | 5:45 Buy Now | 5:25 市橋有里の"RUN食健美"～ヘルシーRunning～（四国放送)                                                      |
| 5  | 55 | 5:45 Buy Now | 5:55 今週の一曲                                                                                               |
| 6  | 00 | 6:00 土曜朝6時 木梨の会。（TBSラジオ）                                                                                          | 6:00 明日への扉〜いのちのラジオ〜（第1週・2週） ～未来へ向かって～栄光のレジェンド（第3週以降）（ラジオ関西） |
| 6  | 30 | 6:00 土曜朝6時 木梨の会。（TBSラジオ）                                                                                          | 6:30 耳より健康便り                                                                                           |
| 6  | 45 | 6:00 土曜朝6時 木梨の会。（TBSラジオ）                                                                                          | 6:45 1万年堂出版の時間                                                                                        |
| 7  | 00 | 7:00 RSKラジオニュース | 7:00 RSKラジオニュース                                                                                        |
| 7  | 10 | 7:10 今旬!インフォメーション | 7:10 健やかインフォメーション                                                                                 |
| 7  | 25 | 7:25 ラジオショッピング | 7:25 今週の一曲                                                                                               |
| 7  | 30 | 7:25 ラジオショッピング | 7:30 今旬!インフォメーション                                                                                  |
| 7  | 40 | 7:40 今朝の一曲 | 7:30 今旬!インフォメーション                                                                                  |
| 7  | 45 | 7:45 元気スイッチ | 7:45 小倉・IMALUの○○玉手箱                                                                                    |
| 8  | 00 | 8:00 日本全国8時です・生島淳のまとめてスポーツ（TBSラジオ）                                                                     | 8:00 地方創生プログラム ONE-J（TBSラジオ）                                                                    |
| 8  | 15 | 8:15 せとうち企業セレクション2025                                                                                               | 8:00 地方創生プログラム ONE-J（TBSラジオ）                                                                    |
| 8  | 45 | 8:45 おはようインフォメーション                                                                                                 | 8:00 地方創生プログラム ONE-J（TBSラジオ）                                                                    |
| 9  | 00 | 9:00 国司と新田の土曜番長 ▽12:00 RSKラジオニュース ▽12:10 今週の一曲 ▽12:15 納得健康15分 （第2週のみ） 13:00 from80’s next door | 8:00 地方創生プログラム ONE-J（TBSラジオ）                                                                    |
| 10 | 00 | 9:00 国司と新田の土曜番長 ▽12:00 RSKラジオニュース ▽12:10 今週の一曲 ▽12:15 納得健康15分 （第2週のみ） 13:00 from80’s next door | 10:00 キューンMUSIC!（再放送）                                                                                |
| 11 | 00 | 9:00 国司と新田の土曜番長 ▽12:00 RSKラジオニュース ▽12:10 今週の一曲 ▽12:15 納得健康15分 （第2週のみ） 13:00 from80’s next door | 10:00 キューンMUSIC!（再放送）                                                                                |
| 12 | 00 | 9:00 国司と新田の土曜番長 ▽12:00 RSKラジオニュース ▽12:10 今週の一曲 ▽12:15 納得健康15分 （第2週のみ） 13:00 from80’s next door | 12:00 RSKラジオニュース                                                                                       |
| 12 | 10 | 9:00 国司と新田の土曜番長 ▽12:00 RSKラジオニュース ▽12:10 今週の一曲 ▽12:15 納得健康15分 （第2週のみ） 13:00 from80’s next door | 12:10 今週の一曲                                                                                              |
| 12 | 15 | 9:00 国司と新田の土曜番長 ▽12:00 RSKラジオニュース ▽12:10 今週の一曲 ▽12:15 納得健康15分 （第2週のみ） 13:00 from80’s next door | 12:15 健康生活インフォメーション                                                                              |
| 12 | 30 | 9:00 国司と新田の土曜番長 ▽12:00 RSKラジオニュース ▽12:10 今週の一曲 ▽12:15 納得健康15分 （第2週のみ） 13:00 from80’s next door | 12:30 荻原次晴のニッポン応援団（かしわプロダクション）                                                        |
| 13 | 00 | 9:00 国司と新田の土曜番長 ▽12:00 RSKラジオニュース ▽12:10 今週の一曲 ▽12:15 納得健康15分 （第2週のみ） 13:00 from80’s next door | 13:00 爆笑問題の日曜サンデー（TBSラジオ）                                                                     |
| 14 | 00 | 14:00 J-POPパラダイス90's | 13:00 爆笑問題の日曜サンデー（TBSラジオ）                                                                     |
| 14 | 30 | 14:30 ドラマってムジカ | 13:00 爆笑問題の日曜サンデー（TBSラジオ）                                                                     |
| 14 | 55 | 14:45 ピックアップラジオショッピング                                                                                            | 13:00 爆笑問題の日曜サンデー（TBSラジオ）                                                                     |
| 15 | 00 | 15:00 GOGO競馬サタデー!（ラジオ関西）                                                                                           | 15:00 三宅裕司のサンデーヒットパラダイス（ニッポン放送）                                                      |
| 16 | 00 | 16:00 RSKラジオニュース | 16:00 RSKラジオニュース                                                                                       |
| 16 | 05 | 16:05 八神純子 Music Town（かしわプロダクション）                                                                               | 16:05 岡村孝子 あの頃ミュージック（かしわプロダクション）                                                     |
| 16 | 30 | 16:30 ブラヴォー!!岡フィル!!〜もっとクラシック〜                                                                                | 16:30 聴きょうるん⁉ スーツおじさんのスモールトーク                                                            |
| 17 | 00 | 17:00 RSK交通情報 | 17:00 サステバ（TBSラジオ）                                                                                   |
| 17 | 05 | 17:05 週刊 MUSIC PUNCH!（エフエム岩手）                                                                                         | 17:00 サステバ（TBSラジオ）                                                                                   |
| 17 | 30 | 17:05 週刊 MUSIC PUNCH!（エフエム岩手）                                                                                         | 17:30 純烈 スーパー銭湯!!（かしわプロダクション）                                                             |
| 17 | 45 | 17:45 ウィークエンドネットワーク（TBSラジオ）                                                                                   | 17:30 純烈 スーパー銭湯!!（かしわプロダクション）                                                             |
| 17 | 50 | 17:50 今週の一曲 | 17:30 純烈 スーパー銭湯!!（かしわプロダクション）                                                             |
| 17 | 55 | 17:55 永瀬清子の世界 | 17:30 純烈 スーパー銭湯!!（かしわプロダクション）                                                             |
| 18 | 00 | 18:00 ラジオ劇場 アキラとあきら（九州朝日放送）                                                                                 | 18:00 中四国ライブネット（中四国民放AM局持ち回り制作）                                                        |
| 18 | 15 | 18:15 となりの雑談（TBSラジオ）                                                                                                 | 18:00 中四国ライブネット（中四国民放AM局持ち回り制作）                                                        |
| 18 | 30 | 18:30 プチ鹿島のラジオ19XX（山梨放送）                                                                                          | 18:00 中四国ライブネット（中四国民放AM局持ち回り制作）                                                        |
| 19 | 00 | 19:00 村上信五くんと経済クン（文化放送）                                                                                        | 18:00 中四国ライブネット（中四国民放AM局持ち回り制作）                                                        |
| 20 | 00 | 20:00 Snow Man 佐久間大介の待って、無理、しんどい、、（文化放送）                                                               | 20:00 かが屋の鶴の間（中国放送）                                                                              |
| 20 | 30 | 20:00 Snow Man 佐久間大介の待って、無理、しんどい、、（文化放送）                                                               | 20:30 YAMASHOのジモラブRADIO                                                                                  |
| 21 | 00 | 21:00 STU48のちりめんパーティー（中国放送）                                                                                     | 21:00 東京ホテイソンのよいしらせらしいよ（中国放送）                                                          |
| 21 | 30 | 21:30 Snow Manの素のまんま（文化放送）                                                                                          | 21:30 かまいたちのヘイ!タクシー!（TBSラジオ）                                                                 |
| 22 | 00 | 22:00 福山雅治と荘口彰久の「地底人ラジオ」（渋谷のラジオ）                                                                      | 22:00 井上芳雄 by MYSELF（TBSラジオ）                                                                         |
| 22 | 30 | 22:00 福山雅治と荘口彰久の「地底人ラジオ」（渋谷のラジオ）                                                                      | 22:30 なにわ男子の初心ラジ!（ニッポン放送）                                                                   |
| 23 | 30 | 23:30 SixTONESのオールナイトニッポンサタデースペシャル（ニッポン放送）                                                          | 23:30 SETOUCHI STARTUPS SELECTION                                                                             |
| 23 | 45 | 23:30 SixTONESのオールナイトニッポンサタデースペシャル（ニッポン放送）                                                          | 23:45 中村恵美のリアルおかやまRadio★Z（再放送）                                                               |
| 0  | 00 | 23:30 SixTONESのオールナイトニッポンサタデースペシャル（ニッポン放送）                                                          | 23:45 中村恵美のリアルおかやまRadio★Z（再放送）                                                               |
| 0  | 15 | 23:30 SixTONESのオールナイトニッポンサタデースペシャル（ニッポン放送）                                                          | 0:15 今週の一曲                                                                                               |
| 0  | 20 | 23:30 SixTONESのオールナイトニッポンサタデースペシャル（ニッポン放送）                                                          | （0:20 - 4:58 放送休止）                                                                                      |
| 1  | 00 | 1:00 オードリーのオールナイトニッポン（ニッポン放送）                                                                           | （0:20 - 4:58 放送休止）                                                                                      |
| 2  | 00 | 1:00 オードリーのオールナイトニッポン（ニッポン放送）                                                                           | （0:20 - 4:58 放送休止）                                                                                      |
| 3  | 00 | （3:00 - 4:58 放送休止） | （0:20 - 4:58 放送休止）                                                                                      |
| 4  | 00 | （3:00 - 4:58 放送休止） | （0:20 - 4:58 放送休止）                                                                                      |
| 4  | 58 | 4:58 放送開始 | 4:58 放送開始                                                                                                 |

### 随時放送
| 番組名            | 放送曜日・時間 |
| ----------------- | -------------- |
| RSKラジオニュース | 随時           |
| RSK交通情報       | 随時           |
| 今週の一曲        | 随時           |

### スポーツ中継
| 番組名                                              | 放送曜日・時間                                    |
| --------------------------------------------------- | ------------------------------------------------- |
| RSKエキサイトナイター                               | 4月 - 9月 金曜 18:20 - 21:00（最大延長22:00まで） |
| ファジアーノ岡山実況生中継 ラジオを聴いて応援しよう | ファジアーノのホームゲームのある土日のみ放送      |
| ボートレースラジオ実況中継                          | 文化放送よりSG・PGI競走優勝戦開催日にネット       |

### 特別番組
| 番組名                      | 放送曜日・時間                                                             |
| --------------------------- | -------------------------------------------------------------------------- |
| ニューイヤー駅伝            | TBSラジオ制作 毎年1月1日 9:00 - 14:30                                      |
| 箱根駅伝実況中継            | 文化放送より毎年1月2日・3日にネット                                        |
| 天皇盃 全国男子駅伝実況中継 | 中国放送より毎年1月第3日曜12:15にネット                                    |
| 山野秀子のちいさなパティオ  | 中国放送制作 毎年正月、新春スペシャルとしてRSKラジオも含め全国ネットで放送 |

## ラジオカー
当局では「ラジまる」という愛称のラジオカーがあり、朝から夕方までの情報番組枠の中継コーナーで活躍している。ラジオカーは1971年に「ポピー」という愛称で、地方局のAMラジオカーとしては異例の6台が一挙に導入された。そのうち1台はトヨタ・マークIIであった。また、かつては県南西部の鴨方町（現・浅口市）の遙照山にAMラジオカーの中継波専用の中継局が設置されていた。